# 関東オープンゴルフ選手権競技
関東オープンゴルフ選手権競技（かんとうオープンゴルフせんしゅけんきょうぎ）は、（社）関東ゴルフ連盟主催、日本プロゴルフ協会公認で1950年から1999年まで開催されていたゴルフトーナメントである。ただし、1992年からは後援競技に格下げとなった。

## 概要
1950年に第1回大会が行われ、伝統ある大会として開催されてきたが、1992年に関西オープンと共に、後援競技に格下げとなった。その後も開催されていたが、バブル崩壊の影響なども受け、1999年に廃止となった。なお、一方の関西オープンは現在まで続いており、2009年からツアー競技に復活した。
2010年から競技を復活させるような動きが出たが、2011年現在で関東オープンは復活していない。

## 歴代優勝者
| 開催回 | 開催年 | 優勝者名   | 開催地   | 開催コース                            |
| ------ | ------ | ---------- | -------- | ------------------------------------- |
| 第1回  | 1950年 | 中村寅吉   | 埼玉県   | 霞ヶ関CC                              |
| 第2回  | 1951年 | 中村寅吉   |          | 小金井CC                              |
| 第3回  | 1952年 | 中村寅吉   | 埼玉県   | 霞ヶ関CC                              |
| 第4回  | 1953年 | 中村寅吉   | 栃木県   | 那須GC                                |
| 第5回  | 1954年 | 栗原甲子男 | 千葉県   | 我孫子GC                              |
| 第6回  | 1955年 | 林由郎     | 千葉県   | 鷹之台カンツリー倶楽部                |
| 第7回  | 1956年 | 中村寅吉   | 神奈川県 | 相模CC                                |
| 第8回  | 1957年 | 中村寅吉   | 埼玉県   | 東京GC                                |
| 第9回  | 1958年 | 中村寅吉   | 神奈川県 | 相模原ゴルフクラブ                    |
| 第10回 | 1959年 | 小針春芳   |          | 鷹之台CC                              |
| 第11回 | 1960年 | 林由郎     |          | 霞ヶ関CC                              |
| 第12回 | 1961年 | 小針春芳   |          | 相模CC                                |
| 第13回 | 1962年 | 陳清波     | 千葉県   | 我孫子ゴルフ倶楽部                    |
| 第14回 | 1963年 | 石井朝夫   |          | 大利根CC                              |
| 第15回 | 1964年 | 森泉       |          | 袖ヶ浦CC                              |
| 第16回 | 1965年 | 石井朝夫   |          | 相模原GC                              |
| 第17回 | 1966年 | 原孝男     |          | 船橋CC                                |
| 第18回 | 1967年 | 河野高明   | 茨城県   | 龍ヶ崎カントリー倶楽部                |
| 第19回 | 1968年 | 謝敏男     |          | 袖ヶ浦CC                              |
| 第20回 | 1969年 | 安田春雄   | 千葉県   | 我孫子GC                              |
| 第21回 | 1970年 | 謝永郁     | 千葉県   | 中山CC                                |
| 第22回 | 1971年 | 謝永郁     |          | 習志野GC                              |
| 第23回 | 1972年 | 尾崎将司   |          | 袖ヶ浦CC                              |
| 第24回 | 1973年 | 栗原孝     | 埼玉県   | 武蔵カントリークラブ 豊岡コース       |
| 第25回 | 1974年 | 青木功     | 茨城県   | 茨城ゴルフ倶楽部 東コース             |
| 第26回 | 1975年 | 青木功     | 千葉県   | 姉ヶ崎カントリー倶楽部                |
| 第27回 | 1976年 | 尾崎将司   | 埼玉県   | 嵐山ゴルフ倶楽部                      |
| 第28回 | 1977年 | 尾崎将司   | 静岡県   | 朝霧ジャンボリーゴルフクラブ          |
| 第29回 | 1978年 | 金井清一   | 新潟県   | フォレストゴルフクラブ                |
| 第30回 | 1979年 | 天野勝     | 群馬県   | 伊香保カントリークラブ                |
| 第31回 | 1980年 | 青木功     | 埼玉県   | 岡部チサンカントリークラブ 美里コース |
| 第32回 | 1981年 | 湯原信光   | 栃木県   | 烏山カントリークラブ                  |
| 第33回 | 1982年 | 尾崎将司   | 静岡県   | 富士小山カントリークラブ              |
| 第34回 | 1983年 | 藤木三郎   | 長野県   | 穂高カントリークラブ                  |
| 第35回 | 1984年 | 中嶋常幸   | 茨城県   | 宍戸国際カントリークラブ              |
| 第36回 | 1985年 | 金井清一   | 埼玉県   | 飯能ゴルフクラブ                      |
| 第37回 | 1986年 | 青木功     | 茨城県   | セントラルゴルフクラブ                |
| 第38回 | 1987年 | 横島由一   | 千葉県   | 総武カントリークラブ 総武コース       |
| 第39回 | 1988年 | 横山明仁   | 茨城県   | 江戸崎カントリー倶楽部                |
| 第40回 | 1989年 | 水巻善典   | 埼玉県   | 日高カントリークラブ                  |
| 第41回 | 1990年 | 川岸良兼   | 栃木県   | 東ノ宮カントリー倶楽部                |
| 第42回 | 1991年 | 金子柱憲   | 神奈川県 | 横浜カントリークラブ 西コース         |
| 第43回 | 1992年 | 白石達哉   |          | 茨城GC                                |
| 第44回 | 1993年 | 福沢孝秋   |          | 浜野GC                                |
| 第45回 | 1994年 | 佐々木久行 |          | 都賀CC                                |
| 第46回 | 1995年 | 羽川豊     | 千葉県   | 鷹之台カンツリー倶楽部                |
| 第47回 | 1996年 | 深堀圭一郎 | 新潟県   | フォレストカントリー倶楽部            |
| 第48回 | 1997年 | 横山明仁   | 茨城県   | 水戸グリーンCC                        |
| 第49回 | 1998年 | 葉彰廷     | 群馬県   | 伊香保国際CC                          |
| 第50回 | 1999年 | 佐々木久行 | 長野県   | 長野カントリークラブ                  |